# Never Forget (chanson de Lena Katina)
Pour les articles homonymes, voir Never Forget.
Never Forget, initialement connu comme Never Forget You, est le premier single de la chanteuse russe Lena Katina, sorti le 4 août 2011. La version remixée par Dave Audé a rejoint la 1re position dans le Hot Dance Club Songs, la 5e position dans le Hot Brasil Dance Club Play, la 1re position dans le Greece Billboard Dance Club et la 11e position au MusicSite Dance Chart Italie. 

## Classement par pays
| Classement (2011–2012)                      | Meilleure position |
| ------------------------------------------- | ------------------ |
| Brésil Hot Brasil Dance Club Play Chart     | 5                  |
| Grèce Hot Dance Club Songs (Billboard)      | 1                  |
| Italie MusicSite Dance Chart                | 11                 |
| Russie Russia Airplay Chart                 | 244                |
| États-Unis Hot Dance Club Songs (Billboard) | 1                  |